# Júlio César Ribeiro de Sousa
Júlio César Ribeiro de Sousa GOMA (na grafia original, Julio Cezar Ribeiro de Souza; Vila de São José do Acará, Pará, 13 de junho de 1843 — Belém, Pará, 14 de outubro de 1887) foi um escritor e inventor brasileiro, reconhecido como precursor da dirigibilidade aérea.

## Biografia
De família humilde, Ribeiro de Souza estudou no seminário na Igreja Nossa Senhora do Carmo em Belém, Pará. Se tornou voluntário em 28 de maio de 1861, transferiu-se para a Rio de Janeiro, onde completou o curso preparatório da Escola Militar. 
Em 1866, seguiu para Montevidéu, para combater na Guerra do Paraguai. Foi durante a guerra, que teve o primeiro contato com balões de ar quente, que eram utilizados para observação nos campos de batalha. Em 1868, ocupava o posto de 2º cadete do 3º Batalhão de Artilharia a pé. Em seguida, foi transferido para o Paraguai de onde retornou ao final de 1869.
Em 1870, passou a dedicar-se ao jornalismo, à poesia e, a partir de 1874, ao estudo das ciências aeronáuticas.

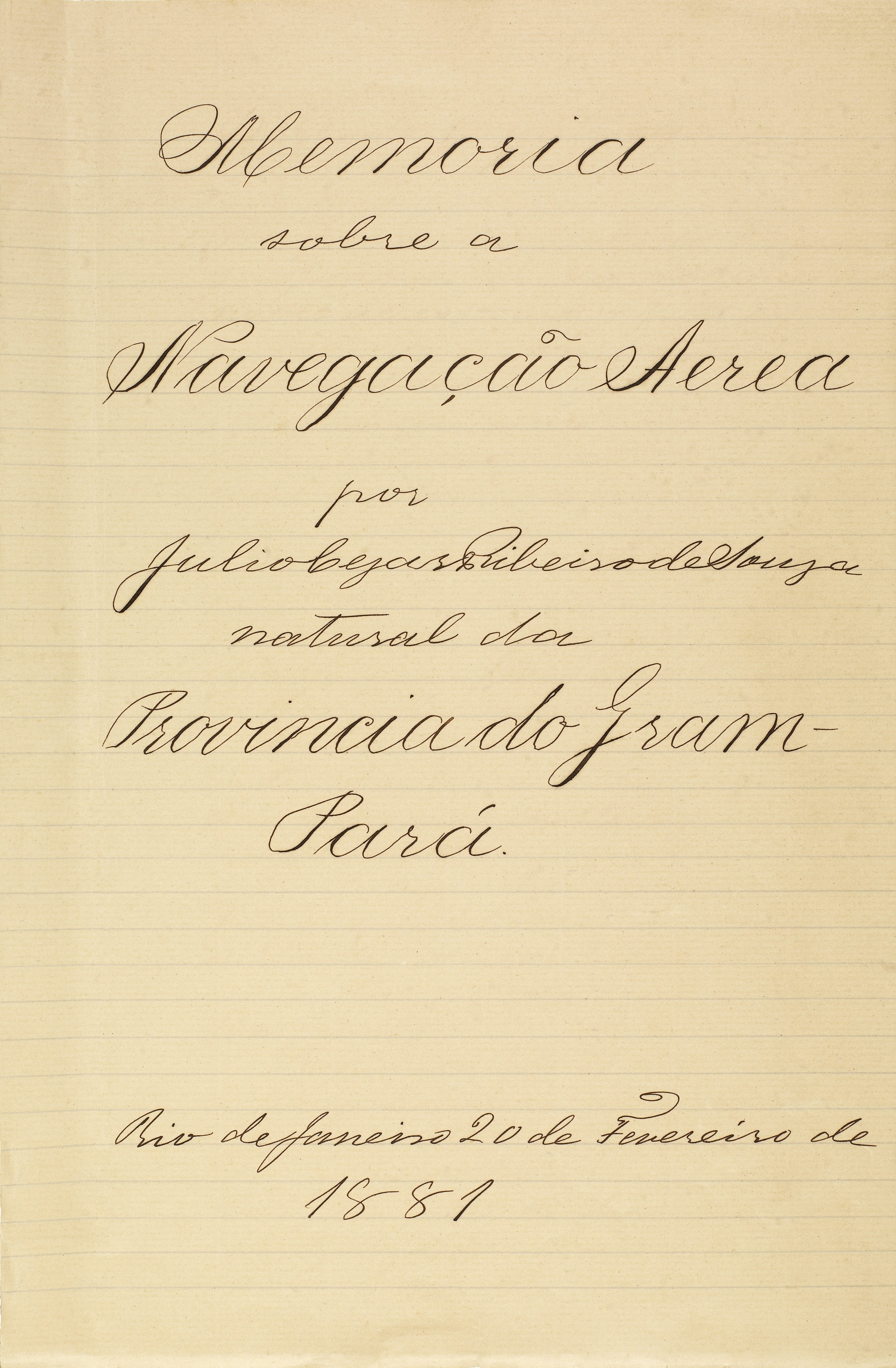
Manuscrito de Júlio Cézar Ribeiro de Souza contendo estudos aeronáuticos próprios.

Em 1881, concluiu o manuscrito Memoria sobre a Navegação Aerea, onde incorporou as suas teorias sobre a construção de dirigíveis, propondo um formato assimétrico inovador. Foi bem recebido no Instituto Politécnico Brasileiro e obteve financiamento público para desenvolvê-los. 
Viajou para Paris, onde encomendou a construção do balão Le Victoria, em homenagem à sua esposa, Victoria do Valle. Nos dias 8 e 12 de novembro realizou os primeiros voos de teste em território francês, demonstrando que o aparelho também conseguia avançar contra o vento. De volta ao Brasil, no dia de Natal fez uma exposição no Pará, e em 29 de março de 1882, fez novo teste no Rio. Neste último ele sofreu um acidente e o balão ficou gravemente danificado.

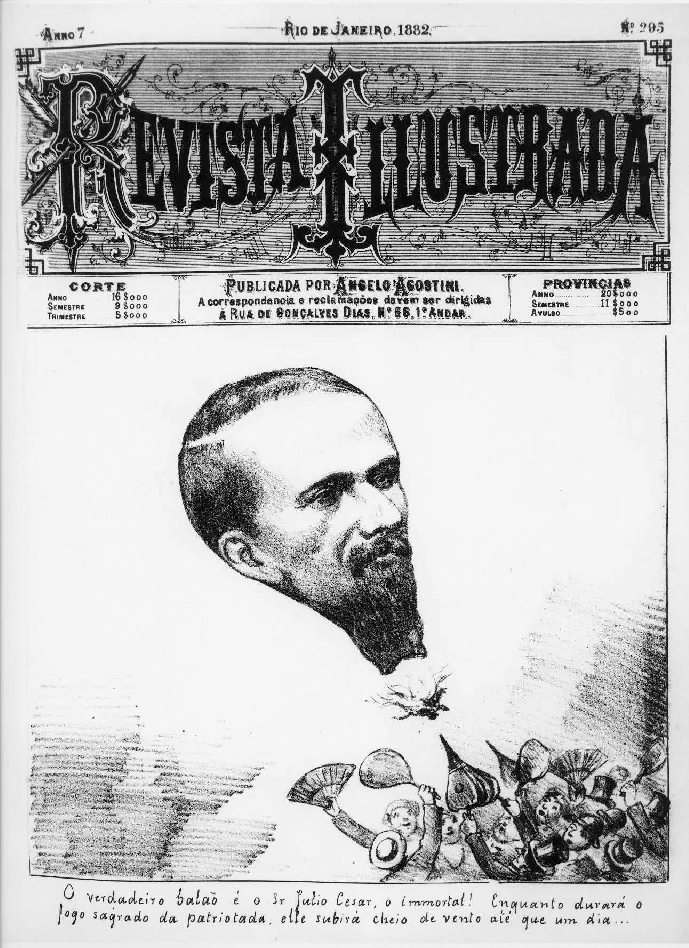
Capa da Revista Illustrada ridicularizando Julio Cezar e sua invenção, em 1882.

O capitão francês Charles Renard, que presidira a Sociedade Francesa de Navegação Aérea até junho de 1881, e que ao assistir o balão avançar contra o vento, haveria afirmado: “Como eu lamento que o inventor não seja um francês!”.
O sucesso alcançado com o Le Victoria proporcionou-lhe mais fundos, com os quais desenvolveu um novo balão. O Santa Maria de Belém, que tinha 52 m de altura e 10,4 m de diâmetro. O primeiro voo aconteceria em 12 de julho de 1884, na praça da catedral de Belém. Os inexperientes operadores encarregados de trabalhar com o hidrogênio do balão causaram danos ao aparelho, tendo que abortar a decolagem.
No mesmo ano, os franceses Charles Renard e Arthur Constantin Krebs, a bordo do La France, lançaram com sucesso um balão de circuito fechado. Ribeiro de Souza escreveu um artigo defendendo ter sido vítima de plágio de Renard e Krebs, dadas as múltiplas semelhanças entre os desenho de seus aparelhos e o La France. Além disso, o mesmo engenheiro, Henri Lachambre, interveio na construção dos três. O texto do brasileiro foi reproduzido na imprensa francesa e inglesa.
Em 1886 voltou à França para criar um novo balão, Cruzeiro. Aproveitando a estadia em Paris, propôs um debate com Renard e Krebs, em Sorbonne, ou na Academia Francesa de Ciências, mas estes não responderam ao convite.

## Doença e morte
Sem ter conseguido sucesso na nova empresa e sem ter conseguido defender seu nome, retornou ao Pará onde morou discretamente. Morreu pouco depois, em 14 de outubro de 1887, vítima de beribéri, uma doença do sistema nervoso causada por deficiência de tiamina.

## Legado
Por força da Lei Federal nº 12.446, de 2011, o Congresso Nacional do Brasil decretou a inscrição de Ribeiro de Sousa no Livro dos Heróis e Heroínas da Pátria, memorial cenotáfico localizado dentro do Panteão da Pátria e da Liberdade Tancredo Neves de Brasília.
Horácio Higuchi realizou o documentário O Homem do Balão Extravagante ou as Tribulações do Paraense que Quase Voou de 2005, onde revisou as criações do inventor paraense.
Além de ter ruas e praças dedicadas, o Aeroporto de Belém recebeu seu nome em 2010.

## Honras
- Grande-Oficial da Ordem do Mérito Aeronáutico, post mortem.[4]